# Bernard z Lugar Nuevo de Fenollet
Bernard z Lugar Nuevo de Fenollet, Bernard (Józef) Bleda Grau (hiszp.) Berardo de Lugar Nuevo de Fenollet, José Bleda Grau; (ur. 23 lipca 1867 w Lugar Nuevo de Fenollet, zm. 4 września 1936 w Genovés) – hiszpański błogosławiony Kościoła katolickiego, męczennik, kapucyn, ofiara prześladowań antykatolickich okresu hiszpańskiej wojny domowej.
Pochodził z religijnej rodziny. W 1899 roku, mając 32 lata wstąpił do Zakonu Kapucynów i tam w 1903 roku złożył śluby zakonne. W dniu 4 lutego 1904 roku złożył śluby wieczyste. Potem powierzono mu w klasztorze w Orihuelii urząd kwestarza, był też krawcem. Wierny Regule zakonnej z pokorą realizował powierzone zadania. Przykładne życie było wzorem dla współwyznawców. Podczas wojny domowej w Hiszpanii po napaści rewolucjonistów na klasztor ukrył się u swojej siostry. 30 sierpnia 1936 roku został aresztowany. W tym czasie był prawie całkowicie ślepy. Następnie wywieziono go do Beniganim. 4 września został bez procesu rozstrzelany pod Genovés i pochowany w zbiorowej mogile na miejscowym cmentarzu. Według świadków, którzy widzieli ciało przed pochówkiem, głowa Bernarda z Lugar Nuevo de Fenollet była zmasakrowana.
Proces informacyjny odbył się w Walencji w latach 1957–1959. Beatyfikowany w pierwszej grupie wyniesionych na ołtarze męczenników z zakonu kapucynów zamordowanych podczas prześladowań religijnych 1936–1939, razem z Józefem Aparicio Sanzem i 232 towarzyszami, pierwszymi wyniesionymi na ołtarze Kościoła katolickiego w trzecim tysiącleciu przez papieża Jana Pawła II w Watykanie 11 marca 2001 roku.
W Kościele katolickim wspominany jest w dies natalis (4 września), a także w grupie męczenników 22 września.